# ソルマーノ (小惑星)
ソルマーノ (6882 Sormano) は、小惑星帯に位置する小惑星。1995年、ピエロ・シーコリとヴァルテル・ジュリアーニが、北イタリアのソルマーノで発見した。

## 名称
ソルマーノは、ロンバルディア州コモ県にある自治体（コムーネ）である。1986年に、アマチュア天文家のグループ Gruppo Astrofili Brianza がソルマーノ天文台を設立した。
この小惑星は、天文台のあるコムーネにちなんで名付けられた。